# Aljoša Kunac
Aljoša Kunac, född 18 augusti 1980 i Split, är en kroatisk vattenpolospelare. Han ingick i Kroatiens landslag vid olympiska sommarspelen 2008.
Kunac gjorde ett mål i Peking där det kroatiska lagets insats räckte till en sjätteplats.
Kunac tog VM-guld i samband med världsmästerskapen i simsport 2007 i Melbourne.